# Рагимов, Вугар Гамидулла оглы
Вугар Гамидулла оглы Рагимов (укр. Вюгар Гамидулла огли Рагимов, род. 5 февраля 1986, Баку) — украинский борец-классик азербайджанского происхождения, обладатель серебра Чемпионата Европы 2011 и бронзовых медалей Чемпионатов Европы 2007 и 2010 годов, трёхкратный призёр Чемпионата Европы среди юниоров, мастер спорта международного класса.

## Биография
В 2006—2009 тренировался у Вадима Кисиля, с 2009 года — у Евгения Черткова, Михаила Шлайфера.
Заслуженный мастер спорта, выступал за спортивный клуб «Металлург» комбината «Запорожсталь», центральный спортивный клуб ВСУ (старший солдат контрактной службы). Учился в Запорожском национальном университете на факультете физического воспитания. Отмечен стипендиями Президента Украины (2010, 2011).
Начинал спортивную карьеру в Азербайджане. В 2002 году стал чемпионом Азербайджана среди кадетов. После того, как Вугара не взяли на чемпионат Европы среди кадетов в весовой категории до 50 кг, решил попробовать себя на Украине, где проживает его дядя.
На Чемпионате Европы 2011 в Дортмунде Вугар одержал победы над спортсменами из Португалии и Беларуси. В полуфинале победил эстонского борца, а в решающем поединке уступил Роману Амояну из Армении.
В 2011 г. на 54-м международном турнире по греко-римской борьбе памяти Владислава Петлясинского, состоявшемся в польском Радоме, завоевал бронзовую медаль. В 2009 году был серебряным призёром этого турнира. На стадии квалификации запорожец одолел соперника из Германии, затем в 1/8 уступил будущему серебряному призёру Венелину Венкову из Болгарии. В утешительных турах победил украинца Алексея Васильца и грузина Зураба Мачарашвили, а в схватке за бронзу одолел беларуса Ивана Хузава.
В сентябре 2011 г. на Чемпионате мира 2011 в Стамбуле в весовой категории 55 кг Вугар Рагимов на стадии 1/32 финала победил грузина Лашу Гогитадзе 2-0, но на следующем этапе уступил 0-2 представителю Армении Роману Амояну.
В 2012 году Вугар выиграл олимпийскую лицензию, заработав золото на лицензионном турнире в Финляндии, был бронзовым призёром Гран-при в Испании и Венгрии, призёром национальных соревнований. Участвовал на Олимпиаде-2012 где в квалификации проиграл китайцу Ли Шуджину 3:1.
В 2019 году Вугар Рагимов был назначен старшим тренером сборной Украины по греко-римской борьбе.